# 笑殺軍団リリパットアーミー
笑殺軍団リリパットアーミー（しょうさつぐんだんリリパットアーミー）は、1986年6月に中島らもと若木え芙（現在はわかぎゑふ）により旗揚げされた劇団。初代メンバーは、中島らも、若木え芙、キッチュ（松尾貴史）、ひさうちみちお、鮫肌文殊、ガンジー石原、木本雄一郎。

## 概要
ある日、芝居を見た中島らもがあまりのつまらなさに怒り「こんなつまらないものを見せられるのならいっそ自分で芝居を始めよう」と自ら劇団の設立を計画。時を同じくして劇団の設立を計画しながらウェイトレスをしていた若木え芙を中島がスカウトし「上下関係を廃した劇団、今までに無い芝居をする」と宣言し旗揚げ。中島号令の下、CFプランナー、見習いDJ、漫画家、パンクス、マハトマ・ガンディーに似てるだけの男と、およそ芝居とは程遠い人間達が興味本位で集まる。劇団名は、中島らもが小柄ですぐに手が出る若木のふるまいからガリバー旅行記に登場する小人の兵隊の名前を引用して名付けた。
当初の劇団員は「駆け足が出来ない男」「母音しか発音できない男」「逆立ちができない男」の他に、稽古場に遅刻、稽古がある事すら忘れる、本番もすっぽかすなど茶飯事で、酒盛りを始める、台本を無視してアドリブを連発する、など芝居の体をなしていない集団であったが、わかぎの罵倒や悪態、怒声と鉄拳制裁でかろうじて芝居の形を成し、ナンセンスなギャグを盛り込んだ芝居は劇団の知名度を徐々に上げていく。出演者にギャラが出る珍しい劇団だった。
しかし「わざわざ芝居を見に来る客に暗い話は書きたくない」と悲劇的な物語やドラマツルギーのある芝居を嫌い、ナンセンスギャグにこだわっていた中島と、人情モノを好み、起承転結のある「芝居らしい芝居」を目指したわかぎとの間でズレが生じ始め、副座長のわかぎが劇団を切り盛りし、芝居も舞台も徐々に巨大化した劇団内では規律と上下関係が出来上がっており、実質座長が二人居る形となる。
その頃の中島は長期のマイナートランキライザー服用による著しい心身の衰弱と躁鬱病によるトラブルが続いていた上、芝居に対する情熱も冷めており出演する舞台上ではチョイ役とほぼ客演扱い、1996年名誉座長から平座員に格下げとなる。
2001年、中島はリリパット・アーミーから引退、以降完全にリリパット・アーミーからは手を引く。現在は、完全独立したわかぎが「リリパットアーミー」の名を引き継ぎ、「リリパットアーミーII」として活動中。

## 公演履歴、及びキャスト
「X線の午後」 作・演出：中島らも、若木え芙
1986年6月23・24日 大阪
CAST：中島らも、若木え芙、キッチュ（松尾貴史）、牧野恵美（売名行為）、仁王門大五郎（満開座）、清瀬順子（満開座）、ひさうちみちお、鮫肌文殊、ガンジー石原、加納真士、木本雄一郎
備考：第一回公演では入場の際に客に一本ずつ袋入りのちくわが渡されていたが、第二回公演より後のリリパット・アーミー名物となる”ちくわの狂い投げ”が始まる。
「フレームレスTV」 作・演出：中島らも、若木え芙
1986年12月8-10日 大阪
CAST：中島らも、若木え芙、キッチュ（松尾貴史）、牧野恵美（売名行為）、立原啓介（売名行為）、升毅（売名行為）、ひさうちみちお、氏家秀和（五期会）、鮫肌文殊、ガンジー石原、加納真士、木本雄一郎
備考：後に中島が「中島らものぷるぷる・ぴいぷる〜異能作品集〜」として半小説化
「セメントラバーズ」 作・演出：中島らも
1987年8月3-5日 大阪
CAST：中島らも、若木え芙、立原啓介（売名行為）、升毅（売名行為）、牧野恵美（売名行為）、キッチュ（松尾貴史）、ひさうちみちお、木本雄一郎、ガンジー石原、加納真士、鮫肌文殊、ヘラルド吉鶴、わじわみち、チチ松村、桂吉朝
「ワラワン殿下の失踪と逃走」 作・演出：中島らも
1988年2月22-24日 大阪
CAST：中島らも、若木え芙、立原啓介（売名行為）、升毅（売名行為）、牧野恵美（売名行為）、キッチュ（松尾貴史）、ひさうちみちお、鮫肌文殊、ガンジー石原、木本雄一郎、桂吉朝
「レディ・モルフェウス」 作・演出：中島らも、わかぎえふ
1988年10月3-6日 大阪
CAST：中島らも、わかぎえふ、牧野恵美（売名行為）、升毅（売名行為）、立原啓介、キッチュ（松尾貴史）、木本雄一郎、鮫肌文殊、ガンジー石原、ひさうちみちお、桂吉朝
「スプーンの上に天使何人とまれるか」 作・中島らも、作・演出：わかぎえふ、中島らも
1989年5月26-28日 大阪、同年5月30日-6月1日 東京
CAST：中島らも、わかぎえふ、升毅（売名行為）、牧野恵美（売名行為）、ひさうちみちお、桂吉朝、ガンジー石原、木本雄一郎、鮫肌文殊、キッチュ（松尾貴史）、石田長生
「一郎ちゃんが行く」作：わかぎえふ、演出：G2
1989年7月1-2日 大阪
CAST：升毅（売名行為）、牧野恵美（売名行為）、桂吉朝、わかぎえふ、桂九雀、ひさうちみちお、福井玲子、中島らも
「翼のはえたブーツ」 作：わかぎえふ、演出：G2
1989年12月18-20日 大阪
CAST：升毅（売名行為）、牧野恵美（売名行為）、わかぎえふ、桂九雀、蟷螂襲（満開座）、福井玲子、中島らも、桂吉朝、ひさうちみちお、山藤貴子
「天外綺譚　セイント・イーブル」 作：中島らも、演出：わかぎえふ
1990年2月9日-12日 大阪
CAST：中島らも、わかぎえふ、松尾貴史、升毅（賣名行為）、桂吉朝、蟷螂襲（満開座）、牧野恵美（売名行為）、ガンジー石原、鮫肌文殊、石田長生、チチ松村、早瀬俊行、本田克則（かっぱのドリームブラザース）、かっぱ（かっぱのドリームブラザース）
「お伽残侠伝 緋牡丹赤ずきんちゃん」 作：藤田昌幸、演出：わかぎえふ
1990年5月25-27日 大阪、同年5月11日-14日 東京
CAST：中島らも、わかぎえふ、桂吉朝、升毅（売名行為）、牧野恵美（売名行為）、蟷螂襲、桂九雀、福井玲子、世弥きく代
「壺中天奇聞 フローズンフローラ」 作：中島らも、演出：わかぎえふ
1990年10月6-10日 大阪、同年10月27日-28日 東京、同年9月27日-28日 名古屋
CAST：中島らも、わかぎえふ、桂吉朝、世弥きく代、蟷螂襲、山藤貴子、ガンジー石原、桂団朝、桂九雀、桂む雀、ひさうちみちお、升毅（売名行為）、牧野エミ（売名行為）、桂雀三郎、森下じんたん（かっぱのドリームブラザース）、前田一知、松尾貴史、木原実、旭堂南左衛門
「NA・NI・WA・BAN 升、生瀬の おかしな二人」 原作：ニール・サイモン、脚本：わかぎえふ、吉井みな子、演出：G2
1991年1月10日-12日 大阪
CAST：升毅（売名行為）、生瀬勝久（劇団そとばこまち）、桂べかこ、桂吉朝、桂九雀、蟷螂襲、牧野エミ（売名行為）、西村頼子（劇団そとばこまち）
「一郎ちゃんがもっといく」 作・演出：わかぎえふ
1991年3月15-20日 大阪、同年3月5-10日 東京
CAST：中島らも、わかぎえふ、桂吉朝、桂九雀、蟷螂襲、世弥きく代、福井玲子、前田一知、牧野エミ（売名行為）、旭堂南左衛門、田口敬（劇団東京乾電池）、升毅（売名行為）
「人体模型の夜」 作：中島らも、演出：わかぎえふ、藤田康明
1991年6月25-26日 大阪
CAST：中島らも、わかぎえふ、蟷螂襲、世弥きく代、山藤貴子、豊島美雪、藤田幸恵、ひさうちみちお、ガンジー石原
「花彫天書 メリィ・ミー・デヴィル」 作：中島らも、演出：わかぎえふ
1991年10月5-10日 大阪、同年10月22-27日 東京
CAST：中島らも、わかぎえふ、蟷螂襲、世弥きく代、升毅（MOTHER）、田口敬（劇団東京乾電池）、濱田親（立身出世劇場）、佐々木保典（MOTHER)、栄次崇之（立身出世劇場）、藤田幸恵、ガンジー石原、ひさうちみちお
「蒼き月影、あつまりし夜。」 作・演出わかぎえふ
1991年12月20-23日 大阪、同年11月28日-12月3日
CAST：中島らも、わかぎえふ、桂吉朝、蟷螂襲、世弥きく代、山藤貴子、前田一知、かっぱ（かっぱのドリームブラザース）、森下じんたん（かっぱのドリームブラザース）、粟根まこと（劇団☆新感線）
「ベイビーさん あるいは笑う曲馬団について」 作：中島らも、演出：わかぎえふ
1992年3月29日-4月5日 大阪、同年4月8-12日 東京
CAST：中島らも、わかぎえふ、桂吉朝、蟷螂襲、世弥きく代、桂九雀、旭堂南左衛門、豊島美雪、コング桑田、藤田幸恵、前田一知、濱田親（立身出世劇場）、かっぱ（かっぱのドリームブラザース）、森下じんたん（かっぱのドリームブラザース）、BOOK克明（かっぱのドリームブラザース）、大村アトム（かっぱのドリームブラザース）、川下大洋
「人体模型の夜」 作：中島らも、演出：藤田康明
1992年8月18-23日 大阪、同年8月4-9日 東京
CAST：中島らも、わかぎえふ、蟷螂襲、世弥きく代、山藤貴子、藤田幸恵、濱田親、コング桑田、前田一知、森下じんたん（かっぱのドリームブラザース）、福井玲子（ダブルキャスト）、豊島美雪（ダブルキャスト）、ガンジー石原、ひさうちみちお
「釣天童子」 作：中島らも、演出：わかぎえふ
1993年2月23-28日 大阪、同年2月10-16日 東京
CAST：中島らも、わかぎえふ、世弥きく代、かっぱ（かっぱのドリームブラザース）、森下じんたん（かっぱのドリームブラザース）、BOOK克明（かっぱのドリームブラザース）、旭堂南左衛門、藤田幸恵、李敬烈、前田一知、操野マヤコ、宮田みどり、桂吉朝、コング桑田、田口敬（東京乾電池）、及川直紀
「鼻たちの戦争」 作：中島らも、演出：わかぎえふ
1993年6月15-20日 大阪、同年7月6-11日
CAST：中島らも、わかぎえふ、ひさうちみちお、桂吉朝、世弥きく代、及川直紀、藤田幸恵、コング桑田、前田一知、かっぱ（かっぱのドリームブラザース）、森下じんたん（かっぱのドリームブラザース）、BOOK克明（かっぱのドリームブラザース）、三好大角（かっぱのドリームブラザース）
「ハードロックじじい」 作：中島らも、演出：藤田康明
1993年8月24-26日 大阪
CAST：中島らも、川下大洋、石田長生、SHO、Jimi橋詰、わかぎえふ、世弥きく代、藤田幸恵、コング桑田、前田一知、山内圭哉、粟根まこと（劇団☆新感線）
「天下御免の馬侍 紅葉城奇談」 作・演出：わかぎえふ
1993年10月29日-11月3日 大阪、同年11月9-14日 東京
CAST：　中島らも、わかぎえふ、桂吉朝、ひさうちみちお、世弥きく代、及川直紀、藤田幸恵、コング桑田、李敬烈、山藤貴子、前田一知、山内圭哉、旭堂南左衛門、桂雀松、桂九雀、桂む雀、桂団朝、かっぱ（かっぱのドリームブラザース）、森下じんたん（かっぱのドリームブラザース）、BOOK克明（かっぱのドリームブラザース）、三好大角（かっぱのドリームブラザース）、はしだまさみ（プロジェクトDA-A!)、小原秀子、インディー高橋（劇団☆新感線）
「桃天紅 烈風之拳」 作：中島らも 演出：わかぎえふ
1994年4月12-20日 大阪、同年3月25日-4月3日
CAST：中島らも、わかぎえふ、桂吉朝、世弥きく代、コング桑田、及川直紀、李敬烈、李章根、前田一知、山内圭哉、かっぱ（かっぱのドリームブラザース）、森下じんたん（かっぱのドリームブラザース）、BOOK克明（かっぱのドリームブラザース）、三好大角（かっぱのドリームブラザース）、さおとめがめら（かっぱのドリームブラザース）、小市慢太郎（劇団M.O.P.）、腹筋善之介（惑星ピスタチオ）、小原秀子、中道裕子、嶋田典子
「笑う女優」 作・演出・わかぎえふ
1994年6月21-23日 大阪、同年7月8-10日 東京
CAST：わかぎえふ
「アカプルコの薔薇」 作・演出：わかぎえふ
1994年12月6-11日 大阪、同年12月21-26日 東京
CAST：中島らも、わかぎえふ、ひさうちみちお、旭堂南左衛門、世弥きく代、コング桑田、藤田幸恵、及川直紀、桂九雀、かっぱ（かっぱのドリームブラザース）、BOOK克明（かっぱのドリームブラザース）、三好大角（かっぱのドリームブラザース）、小市慢太郎（劇団M.O.P.）、関秀人（立身出世劇場）、千田訓子（立身出世劇場）、小原秀子、中道裕子、嶋田典子、前田一知、山内圭哉、中井重文、野田晋市
「ピンク・ピッグ・ブルース」 作・演出：わかぎえふ
1995年4月25-30日 大阪
CAST：桂吉朝、粟根まこと（劇団☆新感線）、インディー高橋（劇団☆新感線）、コング桑田、野田晋市、三好大角（かっぱのドリームブラザース）、森下じんせい（かっぱのドリームブラザース）、山内圭哉、
「こどもの一生」 作：中島らも、脚色・演出：わかぎえふ
1995年6月9-14日 大阪、同年6月20-25日 東京
CAST：わかぎえふ、世弥きく代、及川直紀、コング桑田、中川浩三、後藤英樹（劇団そとばこまち）、中道裕子、吉田メタル（劇団☆新感線）、前田一知、山内圭哉、中井重文、野田晋市
備考：当初は中島が劇団賣名行為に提供したものあったが、後にわかぎが脚本に手を加えて悲劇的な結末になっている。
「天外綺譚 セイント・イーブル」 作：中島らも、演出・わかぎえふ
1996年2月2-12日 大阪、同年1月11-21日 東京
CAST：中島らも、わかぎえふ、桂吉朝、世弥きく代、及川直紀、コング桑田、森下じんせい（かっぱのドリームブラザース）、BOOK克明（かっぱのドリームブラザース）、三好大角（かっぱのドリームブラザース）、小市慢太郎（劇団M.O.P.）、三上壱朗（劇団M.O.P.）、嶋田典子、千田訓子、尾崎美樹、山内圭哉、中井重文、野田晋市
特別出演：深沢敦、石田長生、桂雀松、ガンジー石原、ひさうちみちお、松尾貴史

## 関連書籍
- 中島らも　わかぎえふ共著「リリパット・アーミー」 角川書店 ISBN 4-04883433-9
- 中島らも著「X線の午後」　演劇ぶっく社　ISBN 4-89987-059-0
- 中島らも著「中島らものぷるぷる・ぴいぷる〜異能作品集〜」 白水社 ISBN 4560049084
- ニール・サイモン著「おかしな二人」　ハヤカワ演劇文庫
- 中島らも著「人体模型の夜」 集英社
- 「中島らも (KAWADE夢ムック 別冊文藝)」　河出書房新社 ISBN 978-4309976914
- 中島美代子著「らも　中島らもとの三十五年」集英社　ISBN 978-4-08-775381-3
- 中島らも著「こどもの一生」 集英社 ISBN 408774678X